# 拉納克村 (佛羅里達州)
拉納克村（英語：Lanark Village）是位於美國佛羅里達州富蘭克林縣的一個非建制地區。該地的面積和人口皆未知。

## 地理
拉納克村的座標為29°53′00″N 84°35′45″W / 29.88333°N 84.59583°W，而該地的平均海拔高度為8米（即26英尺）。